# Жизненная сила (философия)
Жизненная сила (лат. vis vitalis) — в учении о витализме особая сила, принцип или начало, управляющее явлениями, отличающими живые существа от неодушевленных.
В неовитализме XIX века (учение Вирхова, Оствальда и др.) жизненная сила есть некоторый «x», представляющий особую форму энергии, непонятную нам лишь временно. Многие неовиталисты отождествляли жизненную силу с сознанием, приписывая его отдельным клеткам и даже протоплазме вообще.

## Краткая история учения
Господствовавшее до начала XIX века, учение витализма, с применением экспериментального метода и открытий химии и физиологии, должно было уступить место механической теории явлений жизни, по которой жизнь объясняется необычайно сложным сочетанием физико-химических явлений, сводящихся к движению молекулярных элементов.
В конце XIX века были приведены новые указания на недостаточность механического воззрения, на невозможность объяснить действием физико-химических сил многие жизненные процессы, как, например, развитие организма из яйцевой клетки, явления наследственности, психические функции и самосознание, — это направление (немецкий химик и физиолог Бунге, Вирхов, Риндфлейш, Рейнке, Коржинский, И. П. Бородин и др.) получило название неовитализма, выставляющего требование, что для объяснения жизненных явлений необходимо, кроме механических методов исследования, применять и опыт нашего самонаблюдения и самосознания.

## О существовании жизненной силы
Из краткого очерка неовиталистического учения Бунге («О витализме и механизме» / «Vitalismus und Mechanismus») следует, что в живых организмах должны действовать такие силы, должны протекать такие явления, которые могут не иметь ничего общего с остальными явлениями неодушевлённой природы, и если мы неспособны уловить эти особые активные факторы жизни, то лишь потому, что для наблюдения одушевлённой и неодушевлённой природы мы пользуемся одними и теми же органами чувств, которые не воспринимают ничего другого, кроме разнообразных форм движения.
Очевидно, что при помощи тех же чувств мы не в состоянии открыть в одушевлённой природе ничего такого, чего бы не было в неодушевлённой природе, и в то же время способны упустить их специфические активные факторы жизни, которые неуловимы для наших внешних чувств и могут быть доступны лишь внутреннему чувству нашего самосознания.